# سیونه سوادا
سیونه سوادا (ارمنی: Սյունե Սևադա؛ انگلیسی: Syune Sevada؛ زاده ۱۶ ژانویهٔ ۱۹۹۵) نثرنویس، روزنامه‌نگار و وبلاگ‌نویس اهل ارمنستان است.

## زندگی‌نامه
وی با نام اصلی سیونه آرتوری سارگسیان ارمنی: Սյունե Արթուրի Սարգսյան در ۱۶ ژانویه ۱۹۹۵ در ساراپول به دنیا آمد و از دانشکده روزنامه‌نگاری دانشگاه دولتی ایروان (۲۰۱۶) فارغ‌التحصیل گشت. 